# Antoine Guillemet

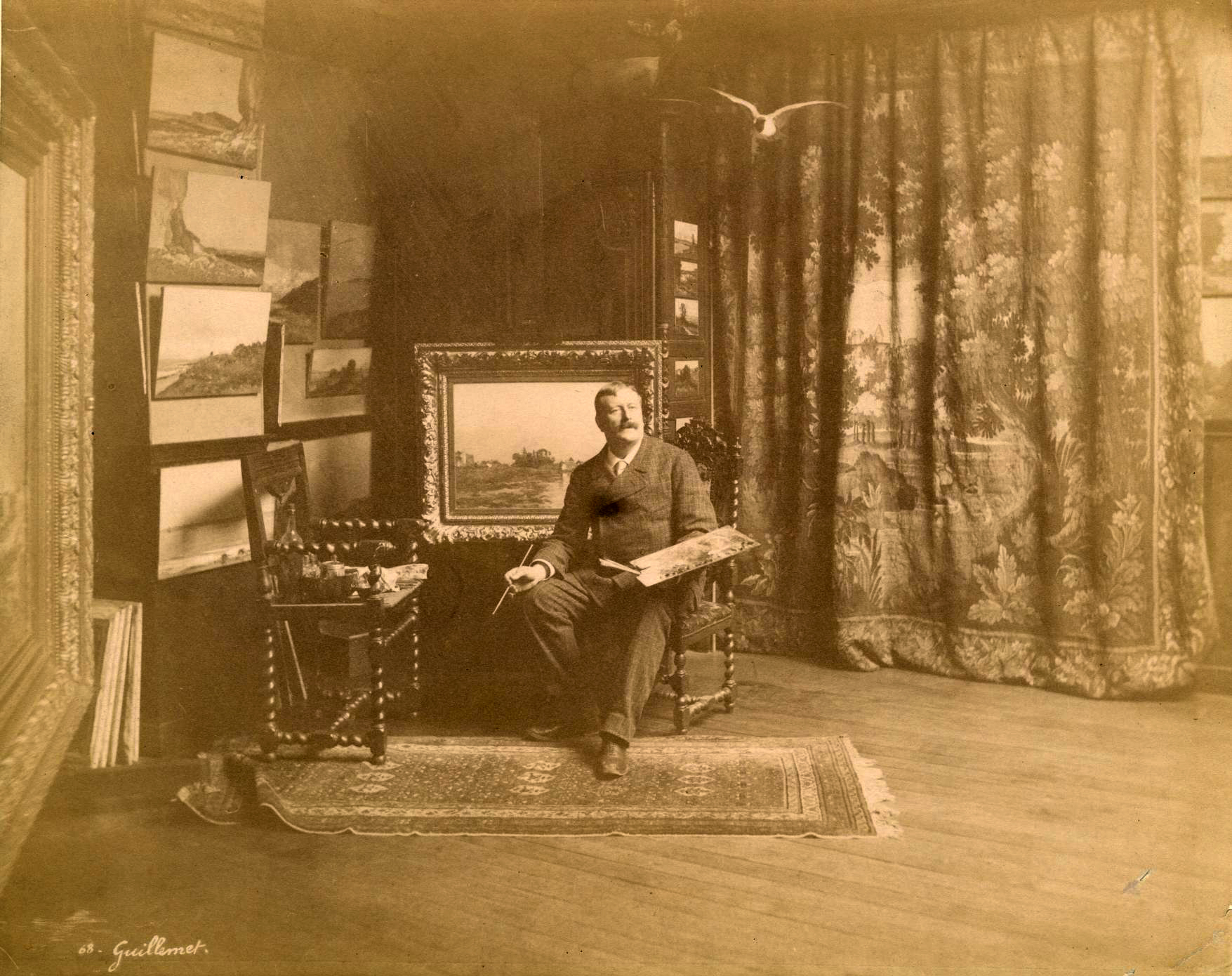
Antoine Guillemet.

Jean Baptiste Antoine Guillemet, född 30 juni 1841 i Chantilly i Oise, död 19 maj 1918 i Mareuil-sur-Belle i Dordogne, var en fransk konstnär.
Guillemet var lärjunge till Camille Corot, i vars lyriska stil han målade atmosfäriska afton- och höststämningar. Guillemet hörde till kretsen kring Honoré Daumier, Jules Dupré, Gustave Courbet, Émile Zola och Guy de Maupassant.